# Affaire Schuller-Maréchal
L'affaire Schuller-Maréchal est une affaire politico-financière en marge de l'affaire des fausses factures des HLM de Paris et de l'affaire des HLM des Hauts-de-Seine, concernant le financement occulte du RPR qui s'est déroulée en France à partir de décembre 1994.

## Histoire
Le 13 décembre 1994, le juge Éric Halphen perquisitionne au siège du journal électoral de Didier Schuller, conseiller général RPR des Hauts-de-Seine du canton de Clichy, directeur général de l'office HLM du département, dans le cadre du dossier des fausses factures des HLM d'Île-de-France.
Didier Schuller, un proche de Charles Pasqua, est directeur départemental des HLM des Hauts-de-Seine de 1986 à 1994. Le 14 décembre 1994, il porte plainte contre le Dr Jean-Pierre Maréchal, psychiatre, qui se trouve être le beau-père du juge anti-corruption Éric Halphen, affirmant que Jean-Pierre Maréchal lui aurait offert d'intervenir en sa faveur auprès du juge, moyennant une contrepartie financière.
Avec l'accord du parquet de Paris, le directeur central de la Police judiciaire, Jacques Franquet, décide de placer sur écoutes Didier Schuller et Jean-Pierre Maréchal, pour prendre en flagrant délit le psychiatre. Didier Schuller reprend contact avec ce dernier, et ils conviennent d'un rendez-vous le 20 à l'aéroport de Roissy, où il doit lui remettre 1 million de francs en billets. Le 20 décembre 1994, le Dr Maréchal  est mis en examen pour trafic d'influence et extorsion de fonds.
Jean-Pierre Maréchal nie les faits, et se dit victime d'une machination ayant pour but de déstabiliser son gendre le juge Éric Halphen, afin de freiner l'instruction du dossier des HLM de Paris, qui pourrait mettre en difficulté le maire de la capitale, Jacques Chirac, en vue des futures élections présidentielles. Le juge Halphen demande immédiatement à sa hiérarchie d'être déchargé des dossiers relatifs aux offices HLM ; mais, se rendant compte qu'il a été victime d'une machination, indique au Parquet de Paris qu'il peut poursuivre ses investigations.
À la demande du Conseil supérieur de la magistrature (CSM), saisi par le président François Mitterrand, le juge Éric Halphen est dessaisi du volet Hauts-de-Seine de l'affaire des HLM de Paris, confié aux juges Philippe Vandingenen et Serge Portelli. Il en conserve cependant le volet parisien.
Le 27 février 1996, la chambre criminelle de la Cour de cassation, confirmant intégralement une décision de la chambre d'accusation de la cour d'appel de Paris en date du 8 février 1995, a déclaré nulle la procédure qui avait été suivie contre le docteur Jean-Pierre Maréchal. La chambre criminelle a allégué d'une part la nullité des écoutes effectuées par des officiers de police judiciaire sans l'autorisation d'un juge et d'autre part le fait que la procédure lancée contre Maréchal était fondée 
sur une machination, les faits mis à sa charge ayant été favorisée par les instances qui menaient la procédure.
En juin 1995, un mandat d'arrêt international est émis à l'encontre de Didier Schuller. En 1997 il est repéré aux Bahamas, et en 2002 en République dominicaine. Il revient en France le 5 février 2002.
Selon Jean-Pierre Maréchal et Didier Schuller, cette affaire aurait été entièrement montée par Charles Pasqua et le RPR du 92, pour faire dessaisir le juge Éric Halphen,.
Le docteur Jean-Pierre Maréchal est décédé le 26 juin 2014, à l'âge de 81 ans.
Cette affaire, qui a touché le gouvernement dirigé par Édouard Balladur, a sans doute contribué à lui faire perdre l'élection présidentielle de 1995 (il l'a concédé lui-même dans un livre paru 10 ans après).  En prenant la défense de son ministre de l'Intérieur Charles Pasqua, et en revenant sur ses premières déclarations, Édouard Balladur, visé sur sa déontologie, s'est attiré les critiques de l'opposition mais surtout des figures qui soutenaient la candidature de Jacques Chirac, son concurrent à droite. Il passe de 30 % à 20 % dans les sondages, lui faisant perdre son avance sur son concurrent direct.